# Francisco Ortega
Francisco Ortega (Santa Fe, 19 marzo 1999) è un calciatore argentino, centrocampista dell'Olympiacos.

## Carriera
Cresciuto nelle giovanili del Vélez Sarsfield, ha esordito il 27 novembre 2017 in occasione del match vinto 3-0 contro l'Olimpo.

## Statistiche

### Presenze e reti nei club
Statistiche aggiornate al 24 gennaio 2019.
| Stagione               | Squadra                | Campionato             | Campionato | Campionato | Coppe nazionali | Coppe nazionali | Coppe nazionali | Coppe continentali | Coppe continentali | Coppe continentali | Altre coppe | Altre coppe | Altre coppe | Totale | Totale | Totale |
| Stagione               | Squadra                | Comp                   | Pres       | Reti       | Comp            | Pres            | Reti            | Comp               | Pres               | Reti               | Comp        | Pres        | Reti        | Pres   | Reti   |        |
| ---------------------- | ---------------------- | ---------------------- | ---------- | ---------- | --------------- | --------------- | --------------- | ------------------ | ------------------ | ------------------ | ----------- | ----------- | ----------- | ------ | ------ | ------ |
| 2017-2018              | Vélez Sarsfield        | PD                     | 11         | 0          | CA              | 1               | 0               |                    | -                  | -                  |             | -           | -           | 12     | 0      |        |
| 2018-2019              | Vélez Sarsfield        | PD                     | 4          | 0          | CA              | 1               | 0               |                    | -                  | -                  |             | -           | -           | 5      | 0      |        |
| 2019-2020              | Vélez Sarsfield        | PD                     | 5          | 0          | CA+CdL          | 2+9             | 0               | CS                 | 8                  | 0                  |             | -           | -           | 24     | 0      |        |
| 2021                   | Vélez Sarsfield        | PD                     | 20         | 1          | CA+CdL          | 0+12            | 0               | CL                 | 6                  | 0                  |             | -           | -           | 38     | 1      |        |
| 2022                   | Vélez Sarsfield        | PD                     | 19         | 1          | CA+CdL          | 3+13            | 0               | CL                 | 12                 | 0                  |             | -           | -           | 47     | 1      |        |
| 2023                   | Vélez Sarsfield        | PD                     | 25         | 1          | CA+CdL          | 2+0             | 0               |                    | -                  | -                  |             | -           | -           | 27     | 1      |        |
| Totale Vélez Sarsfield | Totale Vélez Sarsfield | Totale Vélez Sarsfield | 84         | 3          |                 | 43              | 0               |                    | 26                 | 0                  |             | -           | -           | 153    | 3      |        |
| 2023-2024              | Olympiacos             | SLE                    | 23         | 0          | CG              | 2               | 0               | UEL+UECL           | 5+8                | 0+0                |             | -           | -           | 38     | 0      |        |
| 2024-2025              | Olympiacos             | SLE                    | 20         | 0          | CG              | 2               | 0               | UEL                | 7                  | 0                  |             | -           | -           | 29     | 0      |        |
| Totale Olympiacos      | Totale Olympiacos      | Totale Olympiacos      | 43         | 0          |                 | 4               | 0               |                    | 20                 | 0                  |             | -           | -           | 67     | 0      |        |
| Totale carriera        | Totale carriera        | Totale carriera        | 127        | 3          |                 | 47              | 0               |                    | 46                 | 0                  |             | -           | -           | 220    | 3      |        |

### Cronologia presenze e reti in nazionale
| Cronologia completa delle presenze e delle reti in nazionale ― Argentina olimpica | Cronologia completa delle presenze e delle reti in nazionale ― Argentina olimpica | Cronologia completa delle presenze e delle reti in nazionale ― Argentina olimpica | Cronologia completa delle presenze e delle reti in nazionale ― Argentina olimpica | Cronologia completa delle presenze e delle reti in nazionale ― Argentina olimpica | Cronologia completa delle presenze e delle reti in nazionale ― Argentina olimpica | Cronologia completa delle presenze e delle reti in nazionale ― Argentina olimpica | Cronologia completa delle presenze e delle reti in nazionale ― Argentina olimpica |
| Data                                                                              | Città                                                                             | In casa                                                                           | Risultato                                                                         | Ospiti                                                                            | Competizione                                                                      | Reti                                                                              | Note                                                                              |
| --------------------------------------------------------------------------------- | --------------------------------------------------------------------------------- | --------------------------------------------------------------------------------- | --------------------------------------------------------------------------------- | --------------------------------------------------------------------------------- | --------------------------------------------------------------------------------- | --------------------------------------------------------------------------------- | --------------------------------------------------------------------------------- |
| 22-7-2021                                                                         | Sapporo                                                                           | Argentina olimpica                                                                | 0 – 2                                                                             | Australia olimpica                                                                | Olimpiadi 2020 - 1º turno                                                         | -                                                                                 | 45+3’                                                                             |
| Totale                                                                            |                                                                                   | Presenze                                                                          | 1                                                                                 |                                                                                   | Reti                                                                              | 0                                                                                 |                                                                                   |

| Cronologia completa delle presenze e delle reti in nazionale ― Argentina under 20 | Cronologia completa delle presenze e delle reti in nazionale ― Argentina under 20 | Cronologia completa delle presenze e delle reti in nazionale ― Argentina under 20 | Cronologia completa delle presenze e delle reti in nazionale ― Argentina under 20 | Cronologia completa delle presenze e delle reti in nazionale ― Argentina under 20 | Cronologia completa delle presenze e delle reti in nazionale ― Argentina under 20 | Cronologia completa delle presenze e delle reti in nazionale ― Argentina under 20 | Cronologia completa delle presenze e delle reti in nazionale ― Argentina under 20 |
| Data                                                                              | Città                                                                             | In casa                                                                           | Risultato                                                                         | Ospiti                                                                            | Competizione                                                                      | Reti                                                                              | Note                                                                              |
| --------------------------------------------------------------------------------- | --------------------------------------------------------------------------------- | --------------------------------------------------------------------------------- | --------------------------------------------------------------------------------- | --------------------------------------------------------------------------------- | --------------------------------------------------------------------------------- | --------------------------------------------------------------------------------- | --------------------------------------------------------------------------------- |
| 20-1-2019                                                                         | Curicó                                                                            | Paraguay under 20                                                                 | 1 – 1                                                                             | Argentina under 20                                                                | Sudamericano Sub-20 2019 - 1º turno                                               | -                                                                                 |                                                                                   |
| 22-1-2019                                                                         | Talca                                                                             | Argentina under 20                                                                | 0 – 1                                                                             | Ecuador under 20                                                                  | Sudamericano Sub-20 2019 - 1º turno                                               | -                                                                                 |                                                                                   |
| 24-1-2019                                                                         | Curicó                                                                            | Uruguay under 20                                                                  | 0 – 1                                                                             | Argentina under 20                                                                | Sudamericano Sub-20 2019 - 1º turno                                               | -                                                                                 |                                                                                   |
| 29-1-2019                                                                         | Rancagua                                                                          | Ecuador under 20                                                                  | 2 – 1                                                                             | Argentina under 20                                                                | Sudamericano Sub-20 2019 - Girone finale                                          | -                                                                                 |                                                                                   |
| 1-2-2019                                                                          | Rancagua                                                                          | Argentina under 20                                                                | 1 – 0                                                                             | Colombia under 20                                                                 | Sudamericano Sub-20 2019 - Girone finale                                          | -                                                                                 |                                                                                   |
| 4-2-2019                                                                          | Rancagua                                                                          | Venezuela under 20                                                                | 0 – 3                                                                             | Argentina under 20                                                                | Sudamericano Sub-20 2019 - Girone finale                                          | -                                                                                 | 9’                                                                                |
| 20-3-2019                                                                         | Murcia                                                                            | Argentina under 20                                                                | 0 – 1                                                                             | Francia under 20                                                                  | Amichevole                                                                        | -                                                                                 |                                                                                   |
| 25-5-2019                                                                         | Tychy                                                                             | Argentina under 20                                                                | 5 – 2                                                                             | Sudafrica under 20                                                                | Mondiali Under-20 2019 - 1º turno                                                 | -                                                                                 |                                                                                   |
| 28-5-2019                                                                         | Bielsko-Biała                                                                     | Portogallo under 20                                                               | 0 – 2                                                                             | Argentina under 20                                                                | Mondiali Under-20 2019 - 1º turno                                                 | -                                                                                 |                                                                                   |
| 31-5-2019                                                                         | Tychy                                                                             | Corea del Sud under 20                                                            | 2 – 1                                                                             | Argentina under 20                                                                | Mondiali Under-20 2019 - 1º turno                                                 | -                                                                                 |                                                                                   |
| 4-6-2019                                                                          | Bielsko-Biała                                                                     | Argentina under 20                                                                | 2 – 2 dts (4 – 5 dtr)                                                             | Mali under 20                                                                     | Mondiali Under-20 2019 - Ottavi di finale                                         | -                                                                                 | 120’                                                                              |
| Totale                                                                            |                                                                                   | Presenze                                                                          | 11                                                                                |                                                                                   | Reti                                                                              | 0                                                                                 |                                                                                   |

## Palmarès

### Competizioni nazionali
- Campionato greco: 1

Olympiakos: 2024-2025

### Competizioni internazionali
- UEFA Conference League: 1

Olympiakos: 2023-2024